# Pholas dactylus
Espèce
Pholas dactylus, la pholade commune, est une espèce de mollusques bivalves marins de la famille des Pholadidae.

## Description
Coquille gris-beige allongée, arrondie vers l'arrière, pointue vers l'avant pouvant atteindre 12 cm. Les côtes plus marquées dans la région antérieure portent de petites pointes. La charnière présente 4 pièces intermédiaires.

Valve droite
Valve gauche

## Habitat
Cette pholade creuse dans les terrains calcaires.